# 皮利亞瓦 (特諾皮爾州)
49°6′46″N 25°28′20″E / 49.11278°N 25.47222°E
皮利亞瓦（烏克蘭語：Пилява）是烏克蘭的村落，位於該國西部捷爾諾波爾州，由喬爾特基夫區負責管轄，距離馬爾特尼夫卡和新斯塔夫齊1.5公里，面積1.37平方公里，2001年人口474。